# En svensk tiger
En svensk tiger — лозунг и образ в пропагандистской кампании Швеции во время Второй мировой войны. Его целью было предотвратить шпионаж поощрением секретности.
В шведском языке слово «svensk» означает и прилагательное «шведский», и существительное «швед», слово «tiger» означает и существительное «тигр», и настоящее время от глагола «tiga» («молчать», в разговорном языке «держать рот на замке»), придавая плакату двойное значение «шведский тигр» или «швед молчит». Эту фразу можно сравнить с лозунгами военного времени «Loose lips sink ships» в Соединенных Штатах и с «Careless talk costs lives» в Соединенном Королевстве, а также серия плакатов на тему «Болтун — находка для врага» или «Болтун — находка для шпиона» в СССР .
Знаменитый плакат для пропагандистской кампании был создан Бертилем Альмквистом в 1941 году по заказу Национального информационного совета (швед. Statens informationsstyrelse, SIS). Плакат стал главным лозунгом «Vaksamhetskampanjen» (Шведская кампания по бдительности), начатой в том же году для поощрения секретности информации, которая могла нанести ущерб национальной безопасности Швеции.
Альмквист умер в 1972 году, а в 2002 году авторские права на постер/логотип были переданы Beredskapsmuseet (Музей боевой готовности). В 2008 году после одиннадцати лет юридических разбирательств шведские вооруженные силы, которые использовали изображение без разрешения, выплатили владельцам авторских прав 700 000 шведских крон в качестве компенсации.

## В культуре
В игре гранд-стратегии Hearts of Iron IV в игре за Швецию дается достижение «En Svensk Tiger» за получение от Германии лицензии на производство танков Tiger I или Tiger II.